# Proteus anguinus
El proteo (Proteus anguinus) es una especie de caudado troglobio presente en ciertas cuevas de Italia, Eslovenia, Croacia, Bosnia y Herzegovina. Este extraño representante de la fauna europea es el único miembro del género Proteus y una de las especies de caudados que respira mediante branquias. Esta especie tiene un gran parecido con Typhylomolge rathbuni y con Ambystoma mexicanum. Antaño, se creía que el proteo era la cría del dragón.

## Anatomía

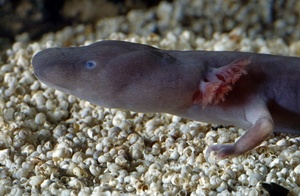
Subespecie negra Proteus anguinus parkelj.

El cuerpo del proteo es parecido al de una serpiente, de entre 20 y 30 cm de longitud, con algunos ejemplares que alcanzan hasta 40 cm. El cuerpo es cilíndrico, de grueso uniforme, y segmentado con surcos espaciados regularmente. La cola es relativamente corta, lateralmente aplanada, y rodeada por una aleta delgada. Los miembros son pequeños y delgados, con un número reducido de dedos comparados con los de otros anfibios: las patas delanteras tienen tres dedos en vez de los cuatro normales, y las traseras tienen dos dedos en vez de cinco. Su cuerpo está cubierto por una capa de piel fina, que contiene muy poco del pigmento riboflavina, éste lo producen en color amarillo, blanco o rosado. Los órganos internos pueden ser vistos a través de la piel del abdomen. La similar pigmentación del proteo respecto a las personas de raza blanca es la causa de que sea conocido en algunas lenguas como "pez humano". Sin embargo, la piel del proteo conserva la capacidad de producir melanina, por lo cual  cuando es expuesto a luz, su piel se torna oscura, esto también pasa, a veces, con sus crías. Su cabeza es periforme (forma de pera), el hocico es aplanado dorsoventralmente. La apertura de boca es pequeña, con dientes diminutos que forman un tamiz para retener partículas más grandes dentro de la boca. Las ventanas de la nariz son tan pequeñas que casi no son visibles, pero se ubican lateralmente cerca del final del hocico. Los ojos están cubiertos por una capa de piel. El proteo respira con agallas externas que se parecen a plumas y que salen desde los lados al final de su cabeza. El color de estas agallas es rojo debido a su riqueza en vasos sanguíneos que extraen oxígeno del agua en que habita. El proteo también tiene pulmones rudimentarios, pero su papel en la respiración es sólo accesorio. Los sexos son muy similares, con machos que tienen una cloaca algo mayor que las hembras.

### Órganos sensoriales
La evolución ha favorecido en los animales que moran en cuevas, entre otras adaptaciones, a desarrollar y mejorar sistemas sensoriales no visuales para orientarse y adaptarse a hábitats permanentemente oscuros. El sistema sensorial del proteo también está adaptado a la vida en el ambiente subterráneo acuático. Incapaz de usar la visión para la orientación, el proteo compensa con otros sentidos, que están más desarrollados que en anfibios que viven sobre la superficie. Para ello conserva dimensiones larvales, como un cuerpo largo y delgado y una cabeza grande aplanada, y así es capaz de alojar un número más grande de receptores sensoriales.

#### Fotorreceptores
Los ojos del proteo permanecen bajo la dermis de la piel, aun así pueden percibir la luz, es posible encontrar ejemplares juveniles que conservan sus ojos al descubierto. Las larvas tienen ojos normales, pero a medida que avanza el desarrollo se atrofian después de cuatro meses. La glándula pineal también tiene células fotorreceptoras que, aunque atrofiadas, conservan el pigmento visual como las células fotorreceptoras del ojo atrofiado. La glándula pineal en proteus posee, probablemente, un cierto control sobre los procesos fisiológicos. Los experimentos del comportamiento revelaron que la piel, en sí misma, es también sensible a la luz. La fotosensibilidad del tegumento es a causa del pigmento melanopsina de las células especializadas interiores llamadas cromatóforos. Inmunoanálisis realizados apoyan la existencia de pigmento fotosensible también en el tegumento del animal.

#### Los quimiorreceptores
La parte delantera de la cabeza de los proteos aloja receptores químicos, mecánicos y eléctricos. El proteo es capaz de detectar concentraciones muy bajas de compuestos orgánicos en el agua. Son mejores en la detección de la cantidad y de la calidad de la presa por el olor que los anfibios emparentados. El epitelio nasal, localizado en la superficie interna de la cavidad nasal y en el órgano de Jacobson, es más grueso que en otros anfibios. Papilas gustativas están en el epitelio de la boca, la mayor parte de ellas en el lado superior de la lengua y en la entrada a las cavidades de las agallas. Las de la cavidad bucal se utilizan para la prueba del alimento, los cercanos a las agallas detectan, probablemente, la composición química del agua.

#### Mecano y electrorreceptores
El epitelio sensorial del oído interno se diferencia muy específicamente, permitiendo al proteo recibir sonido mediante las ondas que se forman en  el agua, así como vibraciones de la tierra. Los experimentos etológicos indican que la mejor sensibilidad auditiva de proteus está entre los 10 hertzios y los 15 000 hertzios. La línea lateral suple sensibilidad del oído interno detectando desplazamientos del agua de baja frecuencia cercanos.
Un nuevo tipo de órgano sensorial, con forma de ampolla, se ha analizado en la cabeza de proteus, utilizando la microscopía de luz y la microscopía electrónica. Algunos experimentos del comportamiento sugieren que el proteo puede utilizar el campo magnético terrestre para orientarse.

## Ecología y ciclo vital
El desarrollo embrionario dura 140 días, y alcanza la madurez sexual a los 14 años. Las larvas tienen el aspecto del adulto después de casi cuatro meses, la duración del desarrollo está estrechamente relacionada con la temperatura del agua. Los huevos son fecundados en el interior de la hembra y ésta tiene dos opciones. Una es la de colocar su nidada (de 12 a 70 huevos) debajo de una piedra, la cual será protegida por ambos progenitores. La segunda opción consiste en que la hembra sólo fertilice dos huevos y estos se desarrollen en el interior de su madre, en donde nacerán y crecerán alimentándose de los demás huevos. En el último caso la madre daría a luz crías bastante más desarrolladas que en el primero, aunque no existe una confirmación de la forma ovípara.
La hembra pone hasta 70 huevos, cada uno de unos 12 milímetros de diámetro, y los coloca entre las rocas, donde permanecen bajo su protección. Los renacuajos tienen 2 centímetros de largo cuando eclosionan y viven el primer mes de la yema del huevo almacenado en las células de su sistema digestivo.
El animal no experimenta metamorfosis y conserva características larvales. Presenta un retraso somático en el estadio adulto, sin embargo posee madurez reproductiva, es decir, se alcanza la madurez reproductiva mientras que conserva la morfología de estado larval. En otros anfibios, la metamorfosis es regulada por la hormona tirosina, excretada por la glándula tiroides. 
El proteo nada como una anguila al ondular su cuerpo, asistido solamente por sus poco desarrolladas piernas. Es un depredador, alimentándose de pequeños cangrejos, caracoles y, de vez en cuando, insectos. No mastica su alimento, en su lugar lo traga entero. El proteo es resistente al hambre a largo plazo, una adaptación a su hábitat subterráneo. Puede consumir cantidades grandes de alimento en una ingesta, y almacenar los nutrientes como depósitos de lípidos y glicógenos en el  hígado. Cuando el alimento es escaso, reduce su actividad metabólica, y puede también reabsorber sus propios tejidos en casos extremos. Los experimentos controlados han demostrado que un proteo puede sobrevivir hasta 10 años sin alimento.
El proteo es gregario, y vive generalmente debajo de piedras o en grietas. Los machos sexualmente activos son una excepción, estableciendo y defendiendo los territorios en donde atraen a hembras. La escasez del alimento hace que luchar sea energéticamente costoso, los encuentros entre los machos implican solamente exhibición. Esto es una adaptación del comportamiento a la vida subterránea.
La reproducción se ha observado solamente en cautiverio hasta ahora. Los machos sexualmente maduros tienen cloacas hinchadas, un color más brillante de la piel, dos líneas en el lado de la cola, y aletas levemente encrespadas. No se ha observado ninguno de estos cambios en las hembras. El macho puede comenzar el cortejo incluso sin la presencia de una hembra. Persigue a otros machos alejándolos del área elegida, y puede entonces secretar una feromona para atraer hembras. Cuando la hembra se acerca, el macho la circunda alrededor y la aventa con su cola. Entonces comienza a tocar el cuerpo de la hembra con su hocico, y la hembra le corresponde tocando su cloaca, también, con su hocico. En ese punto, él comienza un movimiento progresivo y convulsivo, y la hembra lo sigue. Él entonces deposita los espermatozoides, y los animales siguen moviéndose hasta que la hembra lo golpea con su cloaca, después de lo cual ella para. Los espermatozoides nadan dentro de su cloaca donde procuran fertilizar los huevos. El ritual del cortejo se puede repetir varias veces durante un par de horas.
La longevidad se estima en hasta 58 años. Algunos especímenes en cautividad, bajo condiciones semi-naturales, han vivido hasta 70 años.

## Galería

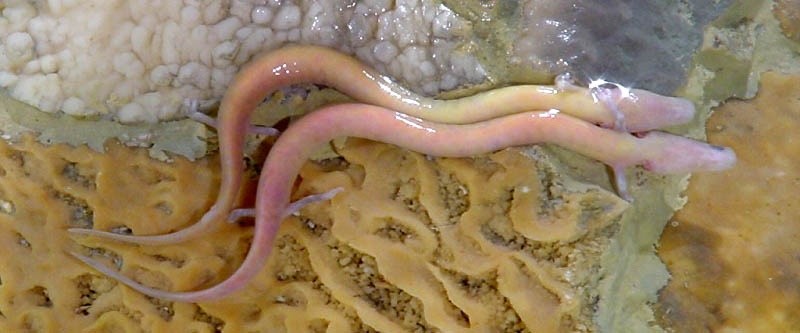
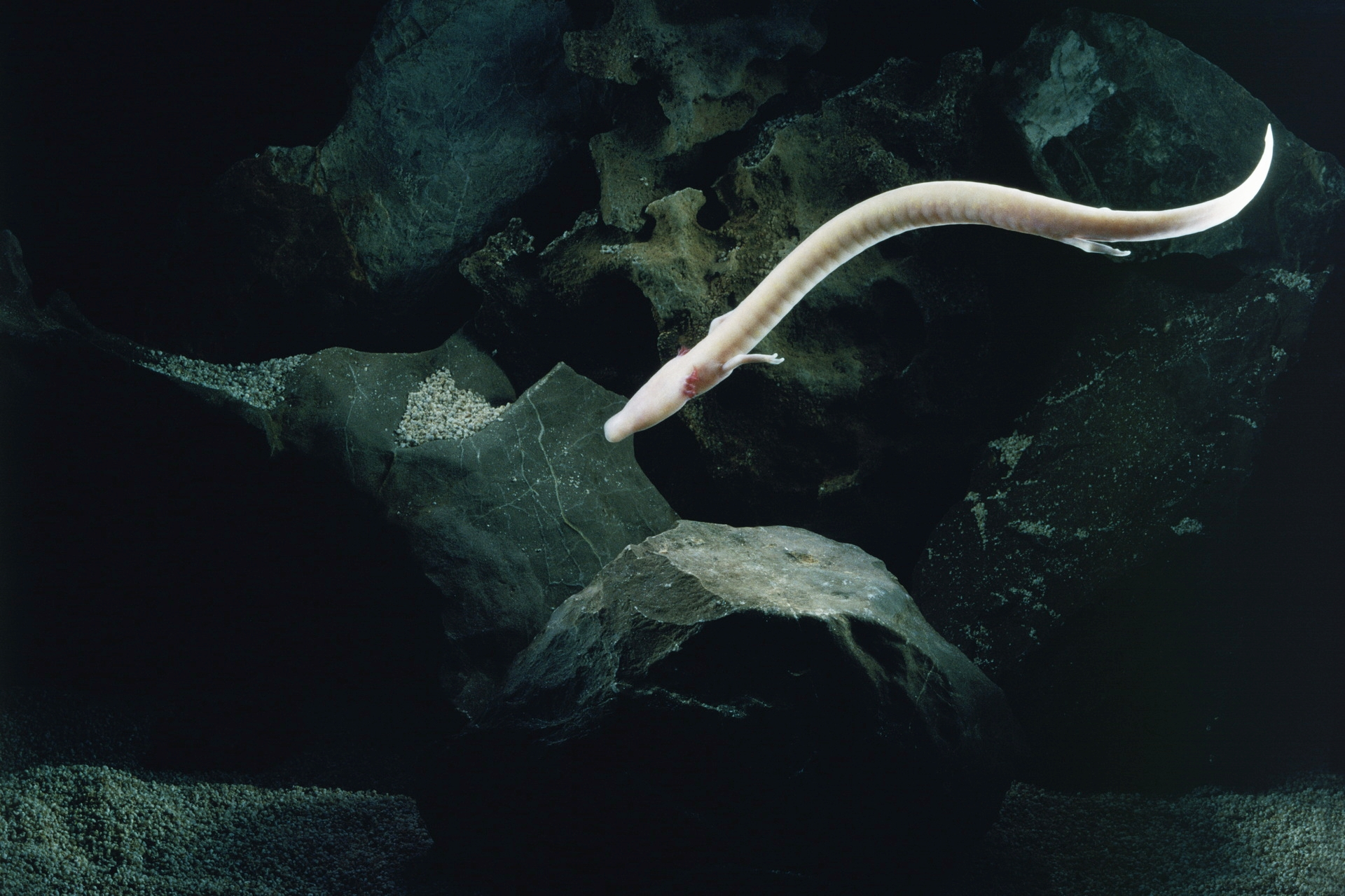
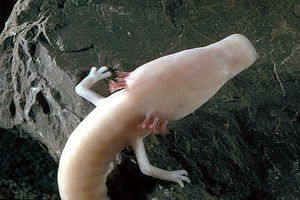
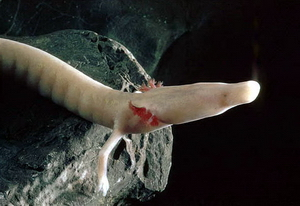
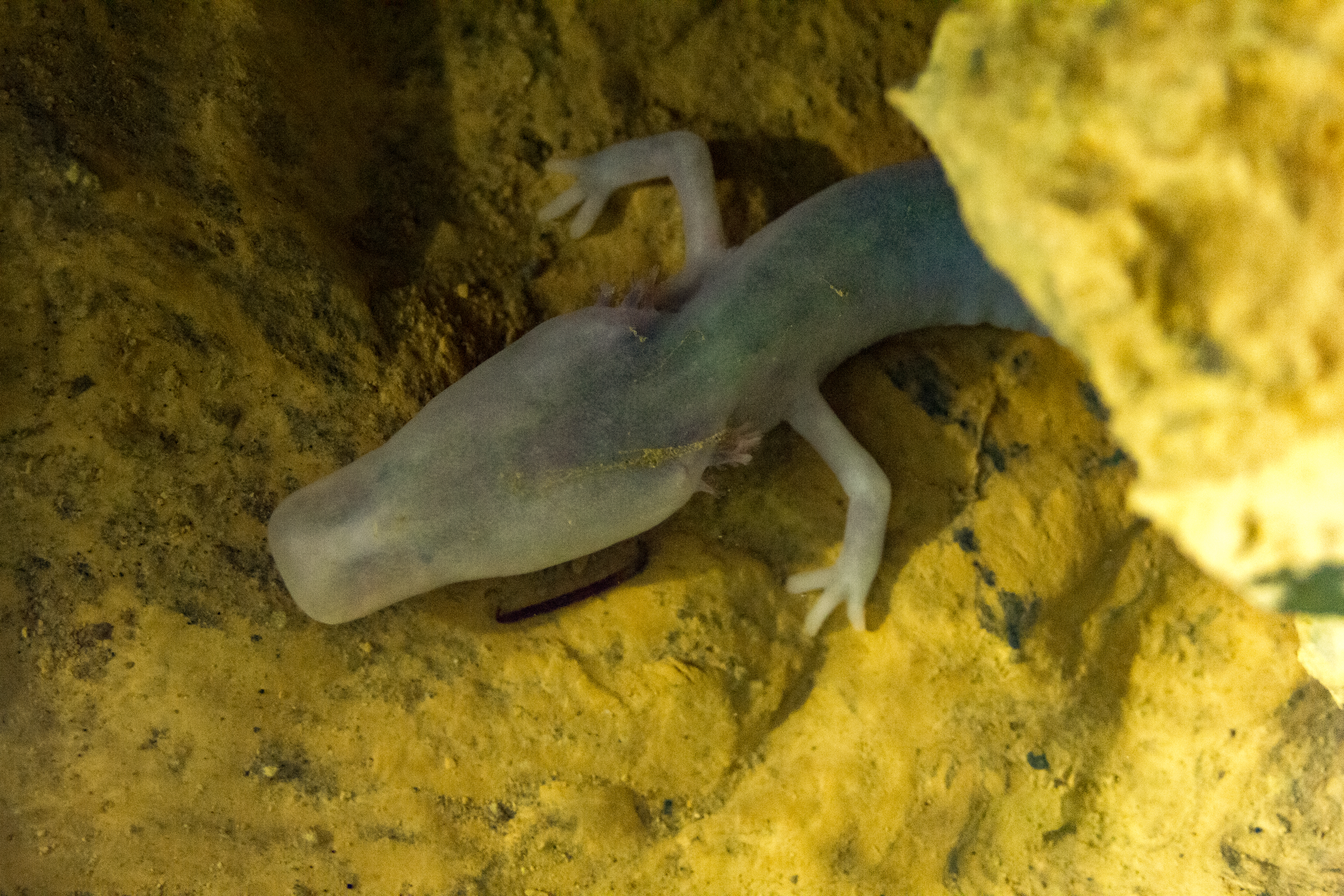